# Laza (Qəbələ)
Laza è un comune dell'Azerbaigian situato nel distretto di Qəbələ. Conta una popolazione di 1 025 abitanti.